# Termes romanes de Valentia
Les termes romanes de la ciutat romana de Valentia es troben en l'actual Museu de l'Almoina, València. Eren uns banys públics construïts poc de temps després de la fundació de la ciutat l'any 138 ae. Les primeres restes n'aparegueren l'any 1976, i les identificà com a termes el 1990 la SIAM.

## Descripció
Les restes arqueològiques mostren un edifici de planta rectangular orientat nord-sud i ocupaven una insula juntament amb diverses tabernae i oficines públiques. L'accés a les termes de tipus porticat es trobava al card maximus, que travessava la ciutat en l'eix nord-sud. Una vegada travessat el vestíbul s'arribava a les diferents sales que formaven el conjunt termal: apoditerium, tepidarium i caldarium. També disposava de latrines i praefurnium, o sala del forn, que era la dependència més meridional i de planta rectangular 8 x 4 m. Al centre hi havia el forn i la cambra que contenia el dipòsit d'aigua calenta. Els materials són de tova, rajoles travades en sec i pedres.

## Funcionalitat
Les termes permetien als usuaris gaudir d'una successió de banys calents, massatges i espais per a exercicis gimnàstics. El primer pas després de travessar el vestíbul era anar a l'apoditerium o sala vestuari per despullar-se abans del bany. Aquesta sala podia tenir nínxols a les parets on deixar la roba, i l'accés a les latrines. Després d'aquesta sala es dirigien al tepidarium, on la temperatura era temperada i hi havia un banc central per asseure's i fregar el cos amb olis i ungüents. La sala s'escalfava amb uns brasers de bronze. El següent pas era el bany calent o caldarium, a uns 55 graus i una humitat elevada. Ací amb un raspador de metall es llevaven la brutícia del cos. Tot l'espai estava en penombra permanent per l'absència de finestres que impediren la fugida de la calor. Contigu al caldarium hi havia el praefurnium, on els esclaus alimentaven el foc dels brasers. En aquest espai es trobava el forn i s'acumulava la llenya. En acabar el dia l'aigua era evacuada de la banyera i, mitjançant una canalització, s'abocava al carrer. Les termes romanes estaven dividides per sexes però, com que les restes no mostren una divisió clara, se suposa que podien reservar uns dies per a dones i altres per a homes.